# Saint-Satur
Saint-Satur là một xã thuộc tỉnh Cher trong vùng Centre-Val de Loire miền trung Pháp.